# Westhang des Dolmar
Das Naturschutzgebiet Westhang des Dolmar liegt im Landkreis Schmalkalden-Meiningen in Thüringen. Das größte Naturschutzgebiet im Landkreis erstreckt sich südöstlich von Metzels, einem Ortsteil der Stadt Wasungen, und nordöstlich des Kernortes der Gemeinde Utendorf. Westlich und südlich des Gebietes verläuft die B 19 südöstlich die A 71.

## Bedeutung
Das 450,3 ha große Gebiet mit der NSG-Nr. 321 wurde im Jahr 2005 unter Naturschutz gestellt. 